# Polyethin
Polyethin (auch Polyacetylen, Kurzzeichen PAC) ist ein Polymer des Ethins. Es gibt drei Polyethinisomere, das trans-Polyethin, das cis-Polyethin und das cis-cisoide Polyethin, welches jedoch instabil ist. Polyethin ist ein elektrischer Isolator; durch Dotierung kann man eine Leitfähigkeit erzielen, die der von Silber, dem Metall mit der besten elektrischen Leitfähigkeit, gleichkommt. Dotiertes Polyethin war das erste Polymer, an dem elektrische Leitfähigkeit beobachtet wurde (leitfähiges Polymer).
Dotiertes (leitfähiges) Polyethin reagiert an der Luft mit Sauerstoff und verliert dadurch seine Leitfähigkeit. Aufgrund dieser Luftunbeständigkeit hat es heutzutage kaum Bedeutung, es wurde durch später entdeckte Halbleiterpolymere wie Polypyrrol, Polyanilin, Polyphenylenvinylen, Polyfluoren und Polythiophen verdrängt.

## Historische Informationen
Giulio Natta polymerisierte Ethin 1958 zum ersten Mal zum Polyethin. Alan Heeger und Alan MacDiarmid aus den USA sowie der Japaner Hideki Shirakawa zeigten 1976, dass es bei einer Dotierung des Polyethins mit Oxidationsmitteln zu einem sehr starken Anstieg der elektrischen Leitfähigkeit kommt. Die drei Wissenschaftler erhielten im Jahr 2000 den Chemienobelpreis für ihre Arbeit bei der Entwicklung elektrisch leitfähiger Polymere.